# Jean Tschabold
Jean Tschabold (Epalinges, Suiza, 25 de diciembre de 1925-ibídem, 29 de abril de 2012) fue un gimnasta artístico suizo, subcampeón olímpico en el concurso por equipos en Helsinki 1952.

## Carrera deportiva
Sus mayores triunfos son haber conseguido el subcampeonato olímpico en el concurso por equipos en Helsinki 1952 —tras los soviéticos y por delante de los finlandeses—; además ha logrado el bronce también por equipo en el Mundial de Roma 1954, en esta ocasión situados en el podio tras los soviéticos y japoneses.